# Svastra duplocincta
Svastra duplocincta es una especie de abeja de cuernos largos de la familia Apidae.
 Fue descrita por Cockerell en 1905. Se encuentra en América Central y América del Norte.   